# Liljensparre
Liljensparre var en svensk adelsätt. Den adlades 25 juni 1786, introducerad på Riddarhuset 1787 och utslocknade 1896 på svärdssidan.

## Historik
Släkten hette ursprungligen von Sivers och härstammade från Tyskland. Den förste kände stamfadern är Erik von Sivers som var överstelöjtnant i svensk tjänst under trettioåriga kriget och avled 1651 i Westfalen. Han förde ett vapen med tre sexuddiga stjärnor av silver i blått fält och på hjälmen tre vita rosor eller liljor.
Henric Jacob Sivers (1709-1758) kom från Lübeck då han 1735 blev pastor vid tyska församlingen i Norrköping. Han blev senare hovpredikant och kyrkoherde i Tryserums socken. Han blev far till den berömde polismästaren Nils Henric Liljensparre, som 1786 adlades Liljensparre.
Ätten utslocknade på svärdssidan 1896-04-21 och på spinnsidan 1930-12-13.